# ماوريتسيو بيانكي
ماوريتسيو بيانكي (بالإيطالية: Maurizio Bianchi)‏ (و. 1955 – م) هو ملحن، من إيطاليا.

## روابط خارجية
- ماوريتسيو بيانكي على موقع ميوزك برينز (الإنجليزية)
- ماوريتسيو بيانكي على موقع ميوزك برينز (الإنجليزية)
- ماوريتسيو بيانكي على موقع أول ميوزيك (الإنجليزية)
- ماوريتسيو بيانكي على موقع ديسكوغز (الإنجليزية)
- ماوريتسيو بيانكي على موقع ديسكوغز (الإنجليزية)
- ماوريتسيو بيانكي على موقع ديسكوغز (الإنجليزية)